# Seznam vodárenských věží v Praze
Seznam vodárenských věží v Praze obsahuje vodojemy drážní, komínové a věžové, dále ostatní vodárenské věže a nerealizované stavby. Seznam není úplný.

## Věžové vodojemy
- Staroměstská vodárenská věž
- Šítkovská vodárenská věž
- Malostranská vodárenská věž (Petržílkovská)
- Novomlýnská vodárenská věž
- Hlubočepská vila
- Letenská vodárenská věž
- Vinohradská vodárenská věž
- Holešovická vodárenská věž (Holešovická tržnice)
- Bubenečská vodárenská věž – zaniklá
- Libeňská vodárenská věž
- Věžový vodojem Bohnice
- Vršovická vodárenská věž v Michli (na Zelené Lišce)
- Krčská vodárenská věž – zaniklá
- Michelská vodárenská věž (plynárna) – zaniklá
- Majáková a vodárenská věž Kbely – maják kbelského letiště
- Barrandovská vodárenská věž – ve Filmových ateliérech Barrandov
- Věžový vodojem Michelin – zanikl
- Žižkovská vodárenská věž (Parukářka) – zaniklá
- Lochkovská vodárenská věž
- Uhříněveská vodárenská věž
- Letňanská vodárenská věž (Avia)

## Drážní vodojemy
- Nádraží Dejvice
- Nádraží Libeň–Horní – částečně zbořeno
- Nádraží Bubny
- Nádraží Uhříněves
- Nádraží Vršovice
- Depo Vršovice
- Nádraží Modřany
- Nádraží Smíchov – zaniklá
- Nádraží Běchovice

## Komínové vodojemy
- ČKD
- Nuselský komínový vodojem
- Léčiva Měcholupy – zaniklý
- Spalovna Vysočany
- Orion Vinohrady – zaniklý
- Praga Vysočany
- Ruzyňský komínový vodojem (věznice)

## Ostatní vodní věže
- Odvzdušňovací věž Horní Počernice (stará)
- Odvzdušňovací věž Horní Počernice (nová)
- Výzkumný ústav Běchovice
- Protirázová ochrana Pankrác
- Vodárenská věž Děvín

## Nerealizované stavby
- Novomlýnská vodárna
- Novoměstská vodárna Karlov
- Vinohradská vodárna Flora